# Wereldkampioenschappen baanwielrennen 1986
De wereldkampioenschappen baanwielrennen 1986 vonden plaats van 27 augustus tot en met 7 september in het Amerikaanse Colorado Springs. In totaal vonden er veertien onderdelen plaats; twee bij de vrouwen en twaalf bij de mannen. Bij de mannen waren zeven onderdelen voor amateurs en de andere vijf voor profs toegankelijk. Het was voor de derde keer, na 1893 en 1912, dat de WK plaatsvonden in de Verenigde Staten. Daarnaast was het voor de vijfde keer dat de WK plaatsvonden buiten Europees grondgebied, naast 1893 en 1912 eerder ook in 1899 en 1977. Het medailleklassement werd gewonnen door de Oost-Duitsers met acht medailles in totaal.

## Uitslagen

### Mannen profs
| Onderdeel     | Goud                                  | Zilver                               | Brons                                   |
| ------------- | ------------------------------------- | ------------------------------------ | --------------------------------------- |
| Achtervolging | Anthony Doyle                         | Hans-Henrik Ørsted                   | Jesper Worre                            |
| Keirin        | Michel Vaarten                        | Dieter Giebken                       | Urs Freuler                             |
| Puntenkoers   | Urs Freuler                           | Michel Vaarten                       | Stefano Allocchio                       |
| Sprint        | Koichi Nakano                         | Hideyuki Matsui                      | Nobuyuki Tawara                         |
| Stayeren      | Italië Bruno Vicino Domenico De Lillo | België Constant Tourné Jos De Bakker | Italië Giovanni Renosto Walter Corradin |

### Mannen amateurs
| Onderdeel            | Goud                                                                    | Zilver                                                                                  | Brons                                                                              |
| -------------------- | ----------------------------------------------------------------------- | --------------------------------------------------------------------------------------- | ---------------------------------------------------------------------------------- |
| 1 kilometer          | Maic Malchow                                                            | Martin Vinnicombe                                                                       | Jens Glücklich                                                                     |
| Achtervolging        | Vjatsjeslav Jekimov                                                     | Gintautas Oemaras                                                                       | Dean Woods                                                                         |
| Ploegenachtervolging | Tsjecho-Slowakije Svatopluk Buchta Teodor Cerny Pavel Soukop Aleš Trčka | Duitse Democratische Republiek Steffen Blochwitz Bernd Dittert Roland Hennig Dirk Meier | Sovjet-Unie Vjatsjeslav Jekimov Aleksandr Krasnov Viktor Manakov Gintautas Oemaras |
| Puntenkoers          | Dan Frost                                                               | Olaf Ludwig                                                                             | Leonard Nitz                                                                       |
| Sprint               | Michael Hübner                                                          | Lutz Hesslich                                                                           | Ralf-Guido Kuschy                                                                  |
| Stayeren             | Italië Mario Gentili Walter Corradin                                    | Italië Luigi Bielli Onbekend                                                            | Oostenrijk Ronald Königshofer Karl Igl                                             |
| Tandem               | Tsjecho-Slowakije Roman Rehounek Vítězslav Vobořil                      | Verenigde Staten Kit Kyle David Lindsey                                                 | Italië Andrea Faccini Roberto Nicotti                                              |

### Vrouwen
| Onderdeel     | Goud                 | Zilver        | Brons             |
| ------------- | -------------------- | ------------- | ----------------- |
| Achtervolging | Jeannie Longo        | Rebecca Twigg | Barbara Ganz      |
| Sprint        | Christa Rothenburger | Erika Salumäe | Connie Paraskevin |

## Medaillespiegel
| Plaats | Land                           | Goud | Zilver | Brons | Totaal |
| 1      | Duitse Democratische Republiek | 3    | 3      | 2     | 8      |
| 2      | Italië                         | 2    | 1      | 3     | 6      |
| 3      | Tsjecho-Slowakije              | 2    | 0      | 0     | 2      |
| 4      | Sovjet-Unie                    | 1    | 2      | 1     | 4      |
| 5      | België                         | 1    | 2      | 0     | 3      |
| 6      | Denemarken                     | 1    | 1      | 1     | 3      |
| 6      | Japan                          | 1    | 1      | 1     | 3      |
| 8      | Zwitserland                    | 1    | 0      | 2     | 3      |
| 9      | Frankrijk                      | 1    | 0      | 0     | 1      |
| 9      | Verenigd Koninkrijk            | 1    | 0      | 0     | 1      |
| 11     | Verenigde Staten               | 0    | 2      | 2     | 4      |
| 12     | Australië                      | 0    | 1      | 1     | 2      |
| 13     | Bondsrepubliek Duitsland       | 0    | 1      | 0     | 1      |
| 14     | Oostenrijk                     | 0    | 0      | 1     | 1      |
| Totaal | Totaal                         | 14   | 14     | 14    | 42     |